# Neuner (Familienname)
Neuner ist ein deutscher Familienname. Er geht ähnlich wie Fünfer auf das Amt des Feldgeschworenen zurück. 

## Namensträger
- Adam Neuner (1788–1869), deutscher Chirurg
- Angelika Neuner (* 1969), österreichische Rennrodlerin
- Bernd Neuner-Duttenhofer (* 1943), deutscher Journalist und Moderator
- Carl Neuner (1778–1830), deutscher Musiker, Sänger und Komponist
- Christof Neuner (* 1953), österreichischer Politiker (FPÖ)
- Doris Neuner (* 1971), österreichische Rennrodlerin
- Dominik Neuner (* 1948), Schweizer Opernregisseur und Hochschullehrer
- Eve Neuner-Kayser (1914–1979), deutsche Malerin
- Florian Neuner (* 1972), österreichischer Schriftsteller
- Friedrich Neuner (1857–1930), deutscher Mühlenbesitzer und Politiker (NLP), MdR
- Georg Karl Neuner (1815–1882), deutscher Rechtswissenschaftler und Hochschullehrer
- George Neuner (1878–1966), US-amerikanischer Jurist und Politiker
- Gerhard Neuner (* 1941), deutscher Germanist und Hochschullehrer
- Gerhart Neuner (1929–2008), deutscher Pädagoge und Parteifunktionär (SED)
- Hannes Neuner (Hans Ferdinand Neuner; 1906–1978), deutscher Künstler und Hochschullehrer
- Hans Neuner (Heilpraktiker) (1917–1994), Tiroler Naturheiler
- Hans Neuner (Landrat), Verwaltungsjurist
- Hans Neuner (Koch) (* 1976), österreichischer Koch und Gastronom
- Hans-Berndt Neuner (* 1975), Geodät und Hochschullehrer
- Hein Neuner (1910–1984), deutscher Grafiker
- Helga Neuner (* 1940), deutsche Schauspielerin
- Irene Neuner (1958–2002), deutsche Schauspielerin
- Johann Neuner (Politiker) (1914–1991), deutscher Politiker (CSU)
- Johann Neuner (Komponist) (1867–1931), österreichischer Komponist und Beamter
- Josef Neuner (1908–2009), österreichischer Theologe
- Jörg Neuner (* 1958), deutscher Rechtswissenschaftler und Hochschullehrer
- Julius Christoph Neuner (1838–1910), österreichischer Industrieller und Politiker
- Karl Neuner (1902–1949), deutscher Nordischer Kombinierer
- Kurt Neuner (1925–2015), österreichischer Politiker (ÖVP)
- Magdalena Neuner (* 1987), ehemalige deutsche Biathletin
- Manfred Neuner (1945–2001), deutscher Fußballschiedsrichter
- Martin Neuner (1900–1944), deutscher Skispringer und Nordischer Kombinierer
- Mathias Neuner (* 1966), deutscher Politiker (CSU)
- Michael Neuner (* 2006), österreichischer Fußballspieler
- Peter Neuner (* 1941), deutscher katholischer Priester und Theologe
- Reinhard Neuner (* 1969), österreichischer Biathlet
- Robert Neuner (1898–1945), deutscher Jurist
- Robert Neuner (1899–1974), deutscher Schriftsteller und Publizist, siehe Erich Kästner
- Ruprecht Neuner (1915–nach 1974), deutscher Maler
- Susanne Neuner (* 1951), deutsche Malerin, Zeichnerin und Buchbinderin